# 長野県立駒ヶ根工業高等学校
もしかして
- 長野県駒ヶ根工業高等学校

ではありませんか？